# Barnesville (Géorgie)
Pour les articles homonymes, voir Barnesville.
Barnesville est le siège du comté de Lamar, en Géorgie, aux États-Unis. Cette municipalité, qui comptait 5 972 habitants au recensement de 2000, est située dans l'aire urbaine d'Atlanta.

## Démographie
| 1870 | 1880  | 1890  | 1900  | 1910  | 1920  |
| ---- | ----- | ----- | ----- | ----- | ----- |
| 754  | 1 962 | 1 839 | 3 036 | 3 068 | 3 059 |

| 1930  | 1940  | 1950  | 1960  | 1970  | 1980  |
| ----- | ----- | ----- | ----- | ----- | ----- |
| 3 236 | 3 535 | 4 185 | 4 919 | 4 935 | 4 887 |

| 1990  | 2000  | 2010  | - | - | - |
| ----- | ----- | ----- | - | - | - |
| 4 747 | 5 972 | 6 755 | - | - | - |